# San Juan Primero
San Juan Primero är en ort i Mexiko.   Den ligger i kommunen San Luis de la Paz och delstaten Guanajuato, i den centrala delen av landet, 250 km nordväst om huvudstaden Mexico City. San Juan Primero ligger 1 991 meter över havet och antalet invånare är 310.
Terrängen runt San Juan Primero är huvudsakligen platt, men österut är den kuperad. Runt San Juan Primero är det ganska tätbefolkat, med 62 invånare per kvadratkilometer. Närmaste större samhälle är San Luis de la Paz, 19,6 km nordost om San Juan Primero. Trakten runt San Juan Primero består till största delen av jordbruksmark.